# Klaus Kröll
Klaus Kröll (Öblarn, 24 april 1980) is een Oostenrijks alpineskiër. Kröll vertegenwoordigde zijn vaderland op de Olympische Winterspelen 2006 in Turijn, Italië, op de Olympische Winterspelen 2010 in Vancouver, Canada en op de Olympische Winterspelen 2014 in Sotsji.

## Carrière
Kröll behaalde zijn eerste succesvolle internationale resultaten op de wereldkampioenschappen voor junioren in 1999 en 2000; in 1999 werd hij eerste op de afdaling en in 2000 werd hij eerste op de Super G en tweede op de afdaling.
Sinds januari 2000 doet Kröll ook mee aan wereldbekerwedstrijden. In zijn derde wedstrijd wist hij al in de top-10 te eindigen. Zijn eerste wereldbekerwedstrijd won hij op 23 januari 2009 door als eerste te eindigen op de Super G in Kitzbühel. Verder won hij in het seizoen 2008-2009 de afdaling in Kvitfjell en werd hij tweede in de afdalingscup achter Michael Walchhofer.
Bij de Olympische Winterspelen 2006 in Turijn werd hij 22e op de afdaling. Bij de wereldkampioenschappen alpineskiën van 2009 in Val-d'Isère werd hij negende op de afdaling en tiende op de Super G. Bij de Olympische Winterspelen 2010 in Vancouver werd hij 9e op de afdaling.

## Resultaten

### Wereldkampioenschappen
| Jaar | Plaats                 | Resultaten              |
| ---- | ---------------------- | ----------------------- |
| 2009 | Val d'Isère            | 9e Afdaling 10e Super G |
| 2011 | Garmisch-Partenkirchen | 11e Afdaling            |
| 2013 | Schladming             | 4e Afdaling             |

### Olympische Spelen
| Jaar | Plaats    | Resultaten   |
| ---- | --------- | ------------ |
| 2006 | Turijn    | 22e Afdaling |
| 2010 | Vancouver | 9e Afdaling  |
| 2014 | Sotsji    | 22e Afdaling |

### Wereldbeker

#### Eindklasseringen
| Seizoen   | Algm | AD     | SG  |
| --------- | ---- | ------ | --- |
| 1999/2000 | 134e | 60e    | -   |
| 2001/2002 | 33e  | 16e    | 24e |
| 2002/2003 | 27e  | 10e    | 50e |
| 2003/2004 | 29e  | 12e    | -   |
| 2004/2005 | 46e  | 20e    | -   |
| 2005/2006 | 32e  | 12e    | 25e |
| 2006/2007 | 48e  | 21e    | -   |
| 2007/2008 | 41e  | 8e     | -   |
| 2008/2009 | 12e  | Zilver | 8e  |
| 2009/2010 | 35e  | 12e    | 25e |
| 2010/2011 | 10e  | Brons  | 12e |
| 2011/2012 | 7e   | Goud   | 5e  |
| 2012/2013 | 12e  | Zilver | 14e |
| 2013/2014 | 43e  | 17e    | 37e |
| 2014/2015 | 64e  | 22e    | -   |
| 2015/2016 | 63e  | 23e    | 51e |
| 2016/2017 | 95e  | 28e    | -   |

#### Wereldbekerzeges
| Datum           | Plaats    | Onderdeel |
| --------------- | --------- | --------- |
| 23 januari 2009 | Kitzbühel | Super G   |
| 7 maart 2009    | Kvitfjell | Afdaling  |
| 15 januari 2011 | Wengen    | Afdaling  |
| 3 februari 2012 | Chamonix  | Afdaling  |
| 2 maart 2012    | Kvitfjell | Super G   |
| 3 maart 2012    | Kvitfjell | Afdaling  |